# Честелин
Честелин (на сръбски: Честелин или Čestelin) е село в Югоизточна Сърбия, Пчински окръг, Град Враня, община Враня.

## География
Селото е разположено високо в планината Карпина, източно от връх Св. Илия. Отстои на 12,3 км северозападно от окръжния и общински център Враня, на 3 км югоизточно от село Горно Ново село, на 7,5 км южно от село Сухарно и на 6,4 км североизточно от обезлюденото село Джорджевац.

## История
По време на Първата световна война селото е във военновременните граници на Царство България, като административно е част от Вранска околия на Врански окръг.

## Население
Според преброяването на населението от 2011 г. селото има 8 жители.

### Етнически състав
Данните за етническия състав на населението са от преброяването през 2002 г.
- сърби – 22 жители (100%)